# Fay Masterson
Fay Masterson (* 15. dubna 1974) je britská filmová herečka a dabérka. Profesně aktivní je od roku 1988, od té doby vytvořila desítky televizních i filmových rolí. Objevila se například ve filmech Síla muže (1992), Muž bez tváře (1993) nebo nověji ve snímcích Padesát odstínů temnoty (2017) a Padesát odstínů svobody (2018).